# Сквер Люка Ланга
Сквер Лю́ка Ла́нга (англ. Luke J. Lang Square) — общественный парк в районе Маспет, боро Куинс, площадью 4 м². Наряду с треугольником Сержанта Джойса Килмера — самый маленький парк в Нью-Йорке. Сквер назван в честь солдата Люка Ланга, погибшего в Первой мировой войне.

## Описание
Люк Ланг родился примерно в 1894 году. Он проживал на Бликер-стрит в соседнем районе Риджвуд и работал в типографии J.E. Hetsch на Дуэйн-стрит на Манхэттене. В июне 1917 года Ланг записался добровольцем на фронт. В 1918 году он погиб; обстоятельства его смерти остаются неизвестными.
Территория, на которой расположен сквер, некогда принадлежала компании Alden Sampson & Son. В 1916 году эта земля была конфискована властями Нью-Йорка. Спустя 17 лет, в апреле 1933 года, парк получил своё нынешнее название. В 1935—1936 годах тротуар вокруг него был вымощен голубоватым песчаником и шестиугольной брусчаткой. В сквере был установлен флагшток и скамейки, а также высажены три остролистных клёна. Ныне же сквер представлен большей частью растительностью в форме живой изгороди, хотя в 2000 году мэрия и выделила на его реставрацию около 13 000 долларов.